# Lista de números dos pilotos de Fórmula 1
Desde o início da temporada de 2014, os pilotos têm que escolher um número inicial disponível antes de entrar no seu primeiro Grande Prêmio. Os pilotos carregam esse número ao longo de sua carreira na Fórmula 1.
Um número permanente só pode ser realocado se o piloto associado a esse número não tiver participado de uma corrida por duas temporadas consecutivas completas, por exemplo, números que foram usados mais recentemente na temporada de 2016 podem ser realocados no início de 2019, desde que o piloto que usou o número em 2016 não retornasse à Fórmula 1 em 2017. Por exemplo, o número 22 de Jenson Button estaria disponível para realocação em 2019 após sua saída das corridas em tempo integral em 2016, Mas sua participação no Grande Prêmio de Mônaco de 2017, substituindo Fernando Alonso, que estava competindo as 500 Milhas de Indianápolis de 2017 naquele fim de semana, significou que seu número pode não ser reatribuído até 2020, no mínimo.
A FIA também emitiu números temporários para os pilotos que são exceções a esta regra, por exemplo, se um piloto se retira de uma corrida e um piloto reserva toma o seu lugar e recebe um número atribuído à equipe, este também é o caso de treino livre, apenas pilotos. Alguns exemplos desses números são 36 (usado por Antonio Giovinazzi em duas corridas), 38 (usado por Oliver Bearman em uma corrida), 40 (usado por Paul di Resta em uma corrida e por Liam Lawson em quatro corridas), 45 (usado por André Lotterer e Nyck de Vries em uma corrida), 46 (usado por Will Stevens em uma corrida), 47 (usado por Stoffel Vandoorne em uma corrida), 50 (usado por Oliver Bearman em duas corridas), 51 (usado por Pietro Fittipaldi em duas corrida), 61 (usado por Jack Doohan em uma corrida) e o 89 (usado por Jack Aitken em uma corrida).
O piloto campeão mundial de Fórmula 1 pode escolher usar seu número permanente ou carro número 1 durante o ano seguinte ao seu título. O número 1 havia sido usado pela última vez por Sebastian Vettel em 2014. Porém, ele voltou a ser usado por Max Verstappen em 2022.
O número 17 foi usado por Jules Bianchi em 2014, antes de seu acidente no Grande Prêmio do Japão. Após sua morte, o número foi retirado como uma ato de respeito.

## Números dos pilotos da Fórmula 1
A lista a seguir mostra todos os números de pilotos da Fórmula 1 que foram declarados como números permanentes desde a temporada de 2014:
| No.     | Piloto               | Equipe atual    | Usado pela primeira vez | Usado pela última vez |
| ------- | -------------------- | --------------- | ----------------------- | --------------------- |
| 1       | Reservado ao campeão | Red Bull Racing | 2014                    | 2025                  |
| 2       | Stoffel Vandoorne    | —               | 2017                    | 2018                  |
| 2       | Logan Sargeant       | —               | 2023                    | 2024                  |
| 3       | Daniel Ricciardo     | —               | 2014                    | 2024                  |
| 4       | Max Chilton          | —               | 2014                    | 2014                  |
| 4       | Lando Norris         | McLaren         | 2019                    | 2025                  |
| 5       | Sebastian Vettel     | —               | 2015                    | 2022                  |
| 5       | Gabriel Bortoleto    | Kick Sauber     | 2025                    | 2025                  |
| 6       | Nico Rosberg         | —               | 2014                    | 2016                  |
| 6       | Nicholas Latifi      | —               | 2020                    | 2022                  |
| 6       | Isack Hadjar         | Racing Bulls    | 2025                    | 2025                  |
| 7       | Kimi Räikkönen       | —               | 2014                    | 2021                  |
| 7       | Jack Doohan          | —               | 2025                    | 2025                  |
| 8       | Romain Grosjean      | —               | 2014                    | 2020                  |
| 9       | Marcus Ericsson      | —               | 2014                    | 2018                  |
| 9       | Nikita Mazepin       | —               | 2021                    | 2021                  |
| 10      | Kamui Kobayashi      | —               | 2014                    | 2014                  |
| 10      | Pierre Gasly         | Alpine          | 2017                    | 2025                  |
| 11      | Sergio Pérez         | —               | 2014                    | 2024                  |
| 12      | Felipe Nasr          | —               | 2015                    | 2016                  |
| 12      | Kimi Antonelli       | Mercedes        | 2025                    | 2025                  |
| 13      | Pastor Maldonado     | —               | 2014                    | 2015                  |
| 14      | Fernando Alonso      | Aston Martin    | 2014                    | 2025                  |
| 16      | Charles Leclerc      | Ferrari         | 2018                    | 2025                  |
| 17      | Jules Bianchi        | —               | 2014                    | 2014                  |
| 18      | Lance Stroll         | Aston Martin    | 2017                    | 2025                  |
| 19      | Felipe Massa         | —               | 2014                    | 2017                  |
| 20      | Kevin Magnussen      | —               | 2014                    | 2024                  |
| 21      | Esteban Gutiérrez    | —               | 2014                    | 2016                  |
| 21      | Nyck de Vries        | —               | 2023                    | 2023                  |
| 22      | Jenson Button        | —               | 2014                    | 2017                  |
| 22      | Yuki Tsunoda         | Racing Bulls    | 2021                    | 2025                  |
| 23      | Alexander Albon      | Williams        | 2019                    | 2025                  |
| 24      | Guanyu Zhou          | —               | 2022                    | 2024                  |
| 25      | Jean-Éric Vergne     | —               | 2014                    | 2014                  |
| 26      | Daniil Kvyat         | —               | 2014                    | 2020                  |
| 27      | Nico Hülkenberg      | Kick Sauber     | 2014                    | 2025                  |
| 28      | Will Stevens         | —               | 2015                    | 2015                  |
| 28      | Brendon Hartley      | —               | 2017                    | 2018                  |
| 30      | Jolyon Palmer        | —               | 2016                    | 2017                  |
| 30      | Liam Lawson          | Red Bull Racing | 2024                    | 2025                  |
| 31      | Esteban Ocon         | Haas            | 2016                    | 2025                  |
| 33      | Max Verstappen       | Red Bull Racing | 2015                    | 2021                  |
| 35      | Sergey Sirotkin      | —               | 2018                    | 2018                  |
| 43      | Franco Colapinto     | Alpine          | 2024                    | 2025                  |
| 44      | Lewis Hamilton       | Ferrari         | 2014                    | 2025                  |
| 47      | Mick Schumacher      | —               | 2021                    | 2022                  |
| 53      | Alexander Rossi      | —               | 2015                    | 2015                  |
| 55      | Carlos Sainz Jr.     | Williams        | 2015                    | 2025                  |
| 63      | George Russell       | Mercedes        | 2019                    | 2025                  |
| 77      | Valtteri Bottas      | —               | 2014                    | 2024                  |
| 81      | Oscar Piastri        | McLaren         | 2023                    | 2025                  |
| 87      | Oliver Bearman       | Haas            | 2025                    | 2025                  |
| 88      | Rio Haryanto         | —               | 2016                    | 2016                  |
| 88      | Robert Kubica        | —               | 2019                    | 2021                  |
| 94      | Pascal Wehrlein      | —               | 2016                    | 2017                  |
| 98      | Roberto Merhi        | —               | 2015                    | 2015                  |
| 99      | Adrian Sutil         | —               | 2014                    | 2014                  |
| 99      | Antonio Giovinazzi   | —               | 2019                    | 2021                  |
| Fontes: |                      |                 |                         |                       |